# Вовковинецька селищна територіальна громада
Вовковинецька селищна територіальна громада — територіальна громада в Україні, у Хмельницькому районі Хмельницької області. Адміністративний центр — селище Вовковинці.
Площа громади — 260,05 км², населення — 6320 осіб (2019).
Утворена 14 вересня 2017 року шляхом об'єднання Вовковинецької селищної ради та Коричинецької, Радовецької сільських рад Деражнянського району.
12 червня 2020 року до громади приєднані Гришковецька, Городищенська, Згароцька, Клопотівецька, Майдан-Чернелівецька сільські ради.

## Населені пункти
До складу громади входять 1 селище (Вовковинці) і 20 сіл: 
- Вівсяники
- Городище
- Гришки
- Згар
- Згарок
- Кайтанівка
- Клопотівці
- Коричинці
- Майдан-Чернелевецький
- Макарове
- Новий Майдан
- Новостроївка
- Подолянське
- Радівці
- Садове
- Стара Гута
- Старий Майдан
- Степівка
- Стреків
- Чернелівці